# Elisabeth Arrojo
Elisabeth Arrojo Álvarez (Avilés, 1983) es una médica e investigadora española especializada en tratamientos oncológicos. Ha sido reconocida con galardones como el Premio Nacional de Investigación, Ciencia e Innovación Isaac Peral y en 2024 se incorporó a la Real Academia Europea de Doctores.

## Trayectoria
En 2007, se licenció en medicina en la Universidad de Navarra. Fue alumna interna del departamento de Neurocirugía de la Clínica Universitaria de Navarra. Completó su formación como especialista en oncología radioterápica en el Hospital Universitario Central de Asturias.
En 2014, se incorporó al departamento de oncología del Hospital Universitario Marqués de Valdecilla, donde desarrolló una técnica para el tratamiento del cáncer de mama, llamada oncotermia o hipertermia electromodulada, que permitía en ciertos casos reducir el número de sesiones de radioterapia. Unos meses después se trasladó a Míchigan, Estados Unidos, donde ocupó el cargo de coordinadora de investigación en un centro oncológico internacional hasta junio de 2017.
Se doctoró cum laude en 2017 por la Universidad de Oviedo. Se convirtió en profesora en el máster internacional de Oncología Intervencionista. En 2019, ya de regreso en España, fundó su propio instituto médico de oncología. En 2022, ocupó en la Universidad Católica San Antonio de Murcia la primera cátedra en Hipertermia oncológica de España. Es presidenta de la Sociedad Internacional de Hipertermia Clínica Oncológica (ICHS), tutora de la Sociedad Europea de Oncología Radioterápica (ESTRO) y en miembro del Comité de Ética e Investigación de Cantabria (CEIM), Sociedad Española de Radioterapia, de la Sociedad Americana de Braquiterapia y de la Sociedad Europea de Oncología. En 2024, fue nombrada miembro numeraria de la Real Academia Europea de Doctores.

## Reconocimientos
En 2019, la Asociación Española de Mujeres Empresarias (ASEME) le concedió el premio «Mujer emprendedora». En 2021, recibió el Premio Dr. Fleming a la Excelencia Sanitaria otorgado por la Sociedad Europea de Fomento Social y Cultural. y fue nombrada «Corverana Ejemplar». En 2022 el Ayuntamiento de Corvera le dio el nombre de doctora Elisabeth Arrojo a una plaza de la parroquia de Molleda, en Asturias.
En 2022, recibió el European Award in Medicine, un reconocimiento otorgado por el Professional and Business Excellence Institute que distingue la trayectoria, el compromiso y la innovación de profesionales destacados del ámbito sanitario a nivel europeo. Ese mismo año, fue reconocida con el Premio Nacional de Investigación, Ciencia e Innovación Isaac Peral que otorga anualmente la Asociación Europea de Economía y Competitividad.
En 2023 fue nombrada Asturiana del mes por el diario La Nueva España. En 2024 recibió el Premio EVAP Integridad de la Asociación de Empresarias y Profesionales de Valencia, por descubrir una técnica nueva en el campo de la oncotermia.